# Catharina Grünbaum

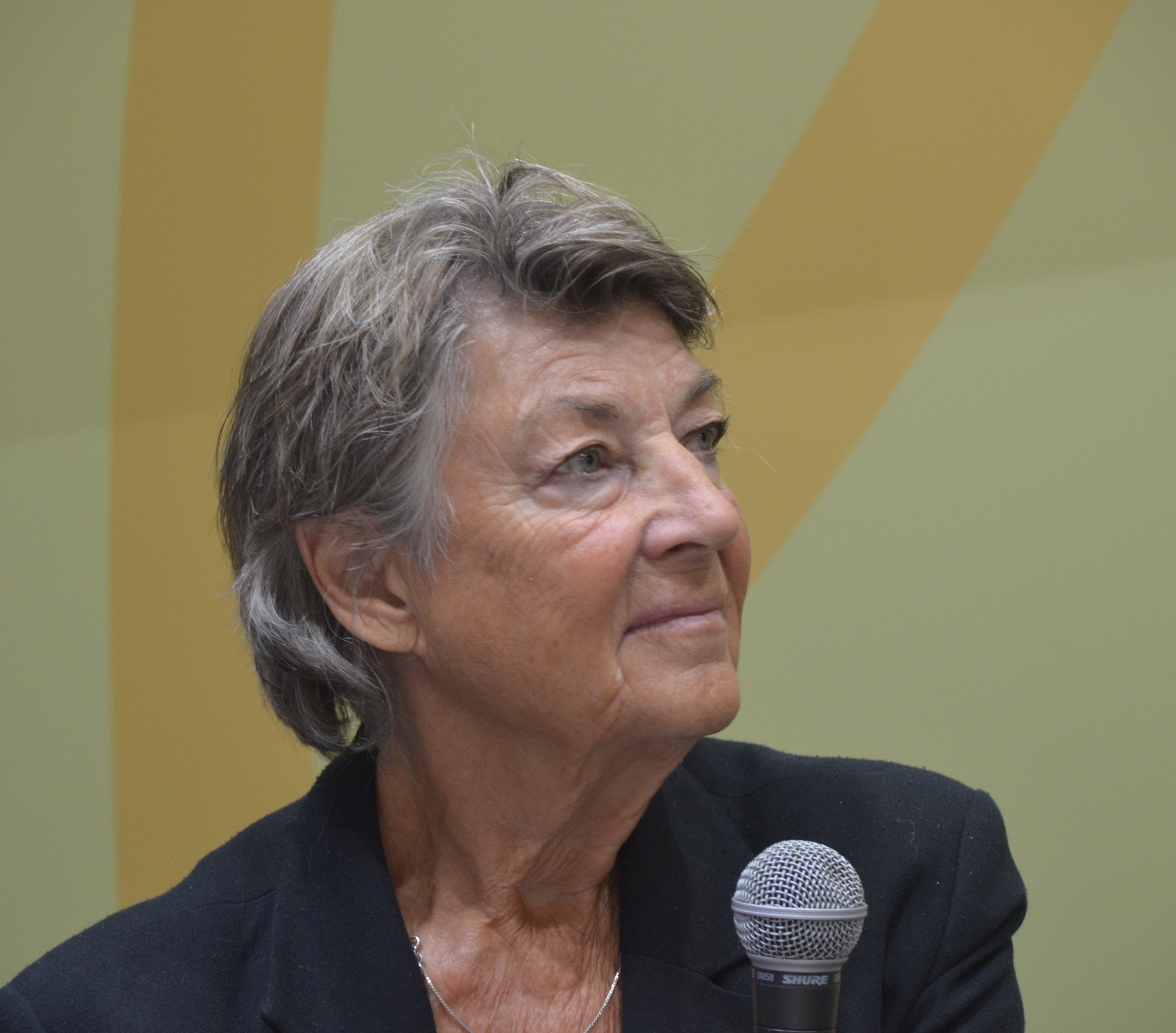
Catharina Grünbaum, 2024

Eva Catharina Grünbaum, född 1 juli 1944 i Solna, är en svensk språkvårdare och författare.
Catharina Grünbaum, som har filosofisk ämbetsexamen, arbetade 1971–1988 på Svenska språknämnden och var 1988–2006 korrekturchef och språkvårdare på Dagens Nyheter. Hon har varit referent åt kommittén för den nya svenska psalmboken (1981) och åt Bibelkommissionen. Hon har varit ledamot i Mediespråksgruppen, som bland annat utformar TT-språket. År 1976 tilldelades hon Erik Wellanders språkvårdspris. Hon har också fått Svenska Akademiens språkvårdspris och Lars Salvius-priset för betydande och framstående insatser inom vetenskaplig och populärvetenskaplig kommunikation. Hon skrev 1989–2010 språkspalten i Dagens Nyheter och medverkar i Språktidningen. Hon är en ofta anlitad skribent och föredragshållare.
Catharina Grünbaum har varit ledamot av Bild och Ord Akademins presidium och är sedan 1999 styrelseledamot i Alf Henrikson-sällskapet och redaktör för dess medlemsblad och övriga utgivning.  Sedan 2012 är hon medlem av Bellmanssällskapets styrelse och redaktör för dess medlemsblad Hwad Behagas?.
Den 14 juli 2001 var hon värd i programmet Sommar i Sveriges Radio.
År 2010 promoverades Grünbaum till filosofie hedersdoktor vid Stockholms universitet.